# Владимир Станојевић (водитељ)
Владимир „Влада“ Станојевић (Трстеник, 17. фебруар 1982) је бивши српски водитељ.
Каријеру ТВ водитеља је започео као водитељ емисије „Сити“ на РТВ Пинк упоредо завршавајући Вишу школу за информационе и комуникационе технологије — смер Интернет технологије. Био је учесник друге и шесте сезоне ријалитија „Фарма“. Радио је на РТВ Пинк као водитељ јутарњег програма и емисије „Стотка“, као ПР издавачке куће Сити рекордс и као модел.
Године 2016. отишао је у Сједињене Државе, по једнима да учи енглески а по другима да би био ван досега српске полиције због суђења за насиље према ранијој животној партнерки.